# Bias di pubblicazione
Il bias di pubblicazione è un tipo di distorsione che si verifica nella ricerca accademica pubblicata. Si verifica quando il risultato di un esperimento o di uno studio di ricerca influenza la decisione se pubblicarlo o altrimenti distribuirlo. Il bias di pubblicazione è importante perché le recensioni di letteratura riguardanti il supporto di un'ipotesi possono essere distorte se la letteratura originale è contaminata da esso. In altre parole, pubblicare solo i risultati che mostrano una scoperta significativa e omettere risultati che non supportano l'ipotesi sperimentale disturba l'equilibrio dei risultati stessi.
Gli studi con risultati significativi possono essere dello stesso livello degli studi con un risultato nullo per quanto riguarda la qualità dell'esecuzione e del disegno. Inoltre, una volta che un dato scientifico è ben consolidato, può essere interessante pubblicare articoli attendibili che non riescano a respingere l'ipotesi nulla. Tuttavia, i risultati statisticamente significativi hanno una probabilità tre volte maggiore di essere pubblicati rispetto a quelli con risultati nulli.
Diversi fattori contribuiscono al bias di pubblicazione. È stato scoperto che il motivo più comune per la mancata pubblicazione è semplicemente il fatto che i ricercatori rifiutano di presentare i risultati, portando al bias di non risposta. I fattori citati come alla base di questo effetto includono il fatto che i ricercatori suppongano di aver commesso un errore, il mancato supporto di una scoperta nota, la perdita di interesse nell'argomento o la convinzione che gli altri non saranno interessati ai risultati nulli. La natura di queste questioni e i problemi che sono stati innescati, sono stati indicati come le 5 malattie che minacciano la scienza, che comprendono: "significosis, un'eccessiva attenzione a risultati statisticamente significativi, neophilia, un eccessivo apprezzamento per la novità, theorrea, una mania per una nuova teoria, arigorium, una mancanza di rigore nel lavoro teorico ed empirico e infine, disjunctivitis, una tendenza a produrre grandi quantità di opere ridondanti, banali e incoerenti. "
I tentativi di identificare gli studi non pubblicati spesso si rivelano difficili o insoddisfacenti. Nel tentativo di combattere questo problema, alcune riviste richiedono che gli studi presentati per la pubblicazione siano pre-registrati (registrando uno studio prima della raccolta di dati e analisi) con organizzazioni come il Center for Open Science.
Altre strategie proposte per rilevare e controllare il bias di pubblicazione includono l'analisi della curva p e lo sfavorire gli studi piccoli e non randomizzati a causa della loro elevata sensibilità dimostrata all'errore e alla distorsione.